# Thessalie antique
La Thessalie, en grec ancien Θεσσαλία / Thessalía ou Θετταλία / Thettalía est l'une des régions traditionnelles de la Grèce antique. Pendant la période mycénienne, la Thessalie est connue sous le nom d'Éolie, un nom qui continue à être utilisé pour l'une des principales tribus de Grèce, les Éoliens (Αιολείς) et leur dialecte du grec ancien, l'éolien.
Durant les âges obscurs et le début de l'époque archaïque, la Thessalie était politiquement divisée en communautés autonomes (cités). Celle-ci furent par la suite regroupées au sein de la Confédération thessalienne, se rapprochant ainsi d'un ethnos.
Les héros de la mythologie grecque Achille et Jason sont originaires de Thessalie.

## Géographie
Dans sa plus grande étendue, la Thessalie antique est une vaste région qui s'étend du mont Olympe au nord à la vallée du Sperchiós au sud. La Thessalie est une région géographiquement diversifiée, composée de larges plaines centrales entourées de montagnes. Les plaines sont délimitées par le Pinde à l'ouest, le mont Othrys au sud, les chaînes du mont Pélion et du mont Ossa à l'est, et le mont Olympe au nord. Les plaines centrales se composent de deux bassins, le bassin de Larisa et celui de Kardítsa, drainés par le fleuve Pénée dans la vallée de Tempé. Le golfe Pagasétique, dans le sud-est de la Thessalie, était et est toujours la seule étendue d'eau adaptée aux ports de la région.
Au sens strict, la Thessalie désigne principalement les plaines centrales habitées par les Thessaliens dans l'Antiquité. Ces plaines étaient divisées dans l'Antiquité en quatre régions administratives appelées tétrades : Phthiotide, Thessaliotide, Histiéotide et Pélasgiotide. Au sens large, la Thessalie comprenait également les régions environnantes appelées perioikoi, qui étaient des régions habitées par différents groupes ethniques étroitement liés aux Thessaliens, soit en tant que subordonnés, dépendants ou alliés. Les perioikoi était composés de la Perrhébie, la Magnésie, la Phthiotide (en), la Dolopie, l'Énianie, la Malide et la région de l'Œta. Les trois plus grandes villes de Thessalie étaient Larissa (Pélasgiotide), Phères (Pélasgiotide) et Pharsale (Phthiotide).
Les plaines de Thessalie étaient idéalement adaptées à la culture des céréales et des légumineuses, et étaient connues dans l'Antiquité pour l'élevage des chevaux. Le cheval d'Alexandre le Grand, Bucéphale, était originaire de Pharsale. Les régions montagneuses environnantes, en revanche, étaient moins adaptées à l'agriculture et dépendaient davantage du pastoralisme.